# 宣武順皇后
于皇后（488年—507年），北魏宣武帝元恪的第一任皇后，原姓勿忸于氏。其父于勁为北魏开国名将于栗磾之孙、将军于烈之弟。母亲是刘氏（在她册立后被封章武郡君）。

## 生平
501年，在元恪解除皇叔元勰实权的同时，于烈向元恪推荐他这个侄女有美貌和品德，元恪遂纳她为贵人，一度曾很是欢喜她。九月元恪立她为皇后，时年她14岁。于皇后沉静寡言，506年生皇子元昌。
507年十月于皇后暴死，据称是被高英及其叔父高肇所毒杀。葬永泰陵，谥曰顺皇后。元恪毫无哀悼的表示，接着立高英为皇后。次年，元昌夭殁，年仅三岁，史称亦为高英及高肇所毒杀。
其父于勁虽是国丈，但因为这个女儿早死，始终没有什么大的权势。

## 家庭

### 父母
- 于劲，征北将军、定州刺史，官至太尉。死后赠司空，谥号恭庄公。
- 代郡刘氏，章武郡君，稽胡族。

### 兄弟
- 于晖，皇后于氏同母弟，袭父爵，位汾州刺史。
- 于略，北魏中书侍郎、直阁将军、辅国将军、通直散骑常侍。

### 姐姐
- 于昌容，嫁元瓒。

### 妹妹
- 于氏，嫁京兆王元愉。

| 前任： 孝文幽皇后 | 北魏皇后 501年—507年 | 繼任： 高英 |